# Sierra de Aranguren
La sierra de Aranguren o de Ardanaz es un conjunto de cimas ubicado al este de la ciudad navarra de Pamplona en España. Está situada en la zona denominada valle prepirenaico, entre los Pirineos y el río Ebro, a las puertas orientales de la comarca geográfica conocida como Cuenca de Pamplona. Es un conjunto de montañas con una altitud que ronda los 800 metros sobre el nivel del mar. 
El conjunto montañoso comienza en Huarte en dirección suroeste para luego, a la altura del monte Irulegui gira al sur y vuelve a girar hacia el oeste en el  monte Zenborain conformando un circo. La prolongación hacia el oeste, hacia Noáin recibe el nombre de sierra Tajonar, el este límite se levanta la cima de mayor altura de la sierra de Aranguren, el monte  Pagadi, también llamado Zenborain, de  898 metros de altitud.
Las cumbres más altas son el Pagadi con 898 metros de altitud, el  Urramendi de 896 metros de altitud y el monte Irulegui de 893 metros de altitud.  En este último se halla el castillo del mismo nombre y a sus pies el poblado prehistórico donde se halló la mano de Irulegui, pieza de cobre en la que se estima aparece un texto con palabras en euskera arcaico.

## Cumbres
- Pagadi, 898 m 42°44′58″N 1°32′13″O / 42.7494029, -1.5368317
- Urramendi, 896 m 42°45′29″N 1°31′07″O / 42.7580306, -1.5186767
- Irulegui, 893 m 42°46′46″N 1°30′48″O / 42.779458, -1.5134228
- Txaparre, 852 m 42°47′18″N 1°30′44″O / 42.7883856, -1.5123043
- Bordaxar, 850 m 42°47′14″N 1°30′37″O / 42.7871439, -1.5103045
- Tangorri, 845 m 42°48′06″N 1°32′16″O / 42.8016083, -1.5377053
- Elusmendi, 843 m 42°47′27″N 1°30′57″O / 42.7908705, -1.5157295
- Aritzko, 841 m 42°47′38″N 1°31′33″O / 42.7939362, -1.5257929
- Arikita, 834 m 42°46′03″N 1°31′04″O / 42.7675737, -1.5177893
- La Facería, 829 m 42°47′44″N 1°31′20″O / 42.7955828, -1.5221955
- San Miguel, 802 m 42°46′47″N 1°29′45″O / 42.7796696, -1.4958385
- Donatsai, 795 m 42°48′26″N 1°32′40″O / 42.8073596, -1.544541
- Malkaitz, 772 m 42°48′39″N 1°33′14″O / 42.8107397, -1.5540263
- Alto de Muskilda, 766 m 42°45′44″N 1°29′54″O / 42.7621228, -1.4982308
- Erbiain, 748 m 42°44′03″N 1°32′11″O / 42.7342051, -1.5363706
- Argonga, 683 m 42°46′26″N 1°28′18″O / 42.7738208, -1.471704
- Monte Txikito, 679 m 42°48′48″N 1°31′51″O / 42.8133819, -1.5309697
- Lluvia, 668 m 42°48′55″N 1°32′22″O / 42.8152023, -1.5395255
- Zarbeta, 654 m 42°46′52″N 1°32′57″O / 42.7810164, -1.549266
- Monte Grande, 639 m 42°49′06″N 1°31′42″O / 42.8183264, -1.5282227
- Bordalarre, 615 m 42°48′41″N 1°33′59″O / 42.811408, -1.5663519
- Castillo de Andricain, 606 m 42°44′03″N 1°32′49″O / 42.7340792, -1.5469891
- Gorraitz, 558 m 42°49′02″N 1°34′15″O / 42.8173541, -1.5708872

### Estribaciones
- Cerro de la Borda, 593 m 42°47′12″N 1°33′43″O / 42.786797, -1.562054
- Sótano, 592 m 42°47′11″N 1°35′11″O / 42.7862911, -1.5865179
- Beltzunegigain, 589 m 42°47′28″N 1°33′59″O / 42.7912015, -1.5664394
- Mirador de Bordalarre, 573 m 42°47′12″N 1°34′30″O / 42.7866176, -1.575079
- Sotoburu, 552 m 42°46′56″N 1°35′21″O / 42.782093, -1.589303
- Kapana, 543 m 42°46′21″N 1°34′56″O / 42.7726221, -1.5822207
- Irigarai, 539 m 42°47′59″N 1°36′08″O / 42.7996585, -1.6022211
- Landabarren, 536 m 42°47′01″N 1°35′36″O / 42.783477, -1.593465
- Elizmendi, 531 m 42°48′29″N 1°36′26″O / 42.8080149, -1.6073531
- Mendillorri, 497 m 42°48′39″N 1°37′24″O / 42.8108364, -1.6232267
- Altzutzate, 486 m 42°49′13″N 1°36′04″O / 42.8203013, -1.6009854
- Rripagaña, 479 m 42°49′09″N 1°36′44″O / 42.8192031, -1.6121174
- Rippaburua, 468 m 42°49′07″N 1°37′08″O / 42.8186805, -1.6187958